# Шлях до несвободи: Росія, Європа, Америка
«Дорога до несвободи: Росія, Європа, Америка» (англ. The Road to Unfreedom: Russia, Europe, America) — книга Тімоті Снайдера 2018 року. У ній Снайдер досліджує спроби Росії вплинути на західні демократії та вплив філософа Івана Ільїна на президента Росії Володимира Путіна та Російську Федерацію загалом. Автор розглядає структурні проблеми Російської Федерації - олігархію, нерівність, відсутність механізму передання влади, як фундаментальні проблеми, які керівництво країни намагається вирішити зовнішніми інтервенціями та намаганням підірвати країни Європи та США зсередини. Розглядаються основні способи пропаганди - для внутрішнього населення - цнотливість, невинуватість, шизофашизм, запрошення фейкових лідерів думок з Європи у російські змі, та для закордону - створення армії фейкових аккаунтів у соцмережах, їх вплив на виборців різних країн, створення неправдивих новин і співпраця російських спецслужб із політиками різних напрямів. Українською перекладена у 2020 році видавництвом Човен.

## Відгуки
Історик Маргарет Макміллан, яка пише для The New York Times, називає книгу «гарним дзвінком для пробудження», а Тім Адамс у рецензії для The Guardian описує книгу як «переконливу», «охолоджувальну та непомітну». Огляд Fair Observer називає книгу «важливим доповненням до літератури, що пояснює поточні події» та зростання авторитаризму.
Книгу розкритикувала проросійська авторка Софі Пінхем у The Nation як «апофеоз певного параноїдального стилю, який виник серед лібералів після Трампа». Пінхем додала, що «картина Снайдера про кампанію Путіна зі знищення Америки є непереконливою». Історик Пол Робінсон поставив негативну рецензію на книгу, стверджуючи, що Снайдер неправильно інтерпретував роботу Івана Ільїна, а також перебільшував вплив Ільїна на Путіна та Росію загалом. Робінсон також каже, що Снайдер переоцінює вплив Росії на рішення про вихід Сполученого Королівства з Європейського Союзу та обрання Дональда Трампа президентом Сполучених Штатів. Проте війна, яку Росія розпочала проти України в лютому 2022 довела правильність оцінок Снайдера, а також безпідставність та політичну заангажованість критичних висловлювань на адресу його книги.
За даними WorldCat, книгу перекладено 10 мовами: німецькою, іспанською, румунською, російською, корейською, голландською, норвезькою, чеською, польською, японською і фінською.